# Anneliese Küppers
Anneliese Küppers (n. 6 august 1929, Duisburg, Germania – d. 24 septembrie 2010, Meerbusch, Renania de Nord-Westfalia, Germania) a fost o sportivă ce a reprezentat Germania, medaliată olimpică. A participat la o ediție a Jocurilor Olimpice (1956) în care a câștigat o medalie de argint.